# Halet Çambel
Halet Çambel (ur. 27 sierpnia 1916 w Berlinie, zm. 12 stycznia 2014 w Stambule) – turecka archeolożka oraz szermierka olimpijska. 

## Życiorys
Urodziła się w Berlinie w rodzinie tureckiego attaché wojskowego Hasana Cemila Beja (Çambela), bliskiego współpracownika Mustafy Kemala Paszy (Atatürka) oraz Remziye Hanım, córki İbrahima Hakkıego Paszy, wielkiego wezyra i osmańskiego ambasadora w Berlinie oraz Włoszech. Wychowywała się z trójką rodzeństwa w Niemczech, a po powrocie rodziny do Turcji w latach 20. w Stambule.
Çambel reprezentowała Turcję na Letnich Igrzyskach Olimpijskich 1936 w Berlinie. Razem z Suat Aşeni, również florecistką, były pierwszymi Turczynkami oraz pierwszymi muzułmankami, która wystąpiła na igrzyskach olimpijskich. Podczas powrotu z igrzysk poznała Naila Çakırhana, komunistycznego poetę a później uznanego architekta, z którym w tajemnicy przed rodziną wzięła ślub. Studiowała archeologię na Uniwersytecie Paryskim (Sorbonie) wraz z językami hetyckim, asyryjskim oraz hebrajskim, przed uzyskaniem doktoratu na Wydziale Literatury Uniwersytetu Stambulskiego w 1940 roku.
Pracą jej życia były wykopaliska hetyckiego miasta warownego z VIII wieku p.n.e. w Karatepe w górach Taurus na południu Turcji.
W 1960 roku została wykładowczynią archeologii pradziejowej na Uniwersytecie Stambulskim.
W 2004 roku otrzymała Nagrodę Fundacji Księcia Clausa.